# 마이크 미뇰라

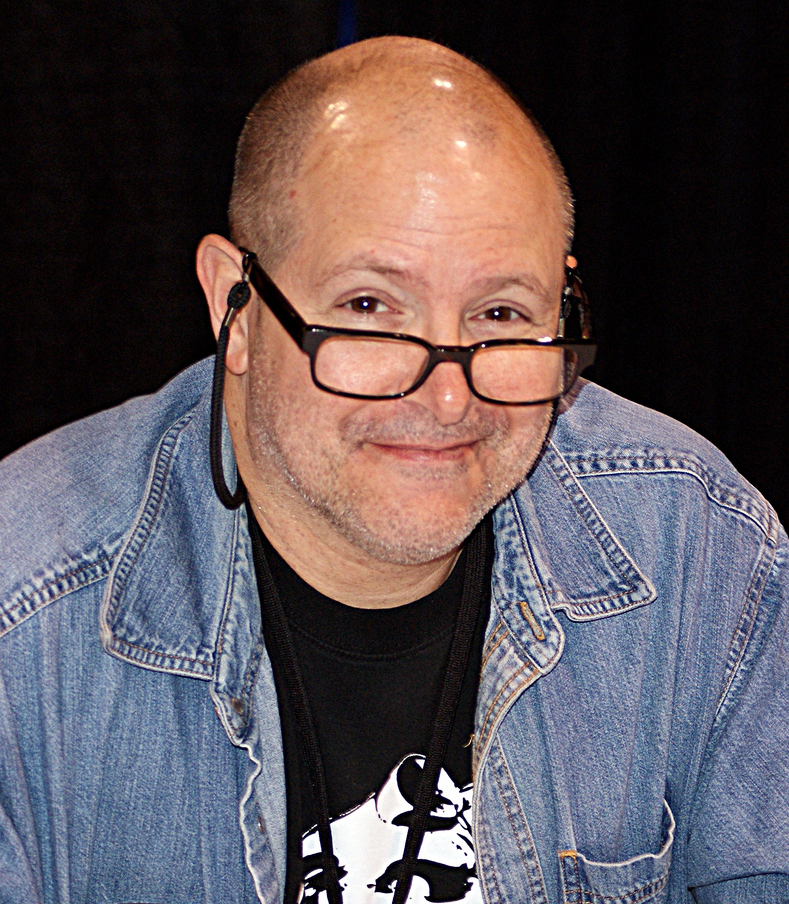
마이크 미뇰라

마이크 미뇰라(Mike Mignola, 1960년 9월 16일 ~ )는 미국의 만화가로, 대표작은 《헬보이》이다.